# Thomas Cole
Thomas Cole (Bolton, 1 de Fevereiro de 1801 — Catskill, 11 de Fevereiro de 1848) foi um pintor inglês naturalizado norte-americano. É considerado o fundador da Escola do Rio Hudson, um movimento artístico norte-americano que floresceu em meados do século XIX, caracterizado pelo realístico e detalhado retrato de paisagens da natureza.

## Formação
Nasceu em Bolton, no condado de Lancashire, Inglaterra. Em 1818 sua família emigrou para os Estados Unidos, estabelecendo-se em Steubenville, no Ohio, onde estudou os rudimentos da profissão com um pintor de retratos ambulante, chamado Stein. Cole, porém, não teve sucesso em pintar retratos, e mudou sua área de interesse para as paisagens. Mudou-se para Pittsburgh em 1823 e dali para a Filadélfia, em 1824, onde estudou na Pennsylvania Academy of the Fine Arts, vindo depois a se reunir aos seus pais e irmã em Nova York,  no começo de 1825.

## Pintura
Em Nova Iorque vendeu três quadros para George W. Bruen, que financiou-lhe uma viagem no verão para o Vale do Rio Hudson, ocasião em que ele visitou as montanhas Catskill. Ali pintou as ruínas do Forte Putnam. Retornando a Nova Iorque, exibiu três paisagens na janela de uma livraria, que foram publicadas nas páginas do New York Evening Post e atraíram a atenção do píntor John Trumbull, que então adquiriu uma das suas telas, e colocou-o em contato com vários de seus amigos da aristocracia, como Robert Gilmor, de Baltimore, e Daniel Wadsworth, de Hartford, que vieram a se tornar seus mecenas.
Cole era principalmente um pintor de paisagens, mas realizou também alegorias. As mais famosas dessas consistem na série de cinco quadros, intitulado The Curse of Empire, hoje no acervo do New York Historical Society e na de quatro pinturas chamada The Voyage of Life. Possuem duas versões posteriores, uma pertencente à National Gallery, em Washington, DC, e outra no Munson-Williams-Proctor Arts Institute, em Utica.
Cole influenciou seus artistas contemporâneos, especialmente Asher B. Durand e Frederic Edwin Church, que estudaram com ele entre 1844-46. Viajou ao exterior, onde viveu alguns anos, entre 1829 a 1832 e 1841-42, principalmente na Inglaterra e na Itália; Em Florença morou com o escultor Horatio Greenough.

## Catskills
Depois de 1827 manteve um estúdio numa fazenda chamada Cedar Grove, na cidade de Catskill. Pintou ali uma significativa parte de sua obra. Em 1836 casou-se com Maria Bartow, de Catskill, sobrinha do proprietário do lugar, e ali passou a residir e veio a falecer. O quarto maior pico em Catskill recebeu seu nome.

## Arquitetura
Cole também trabalhou como arquiteto - prática comum na época, quando a profissão não era regulamentada. Participou de um concurso para o projeto da sede de governo de Columbus (Ohio), ficando em terceiro lugar.

## Trabalhos

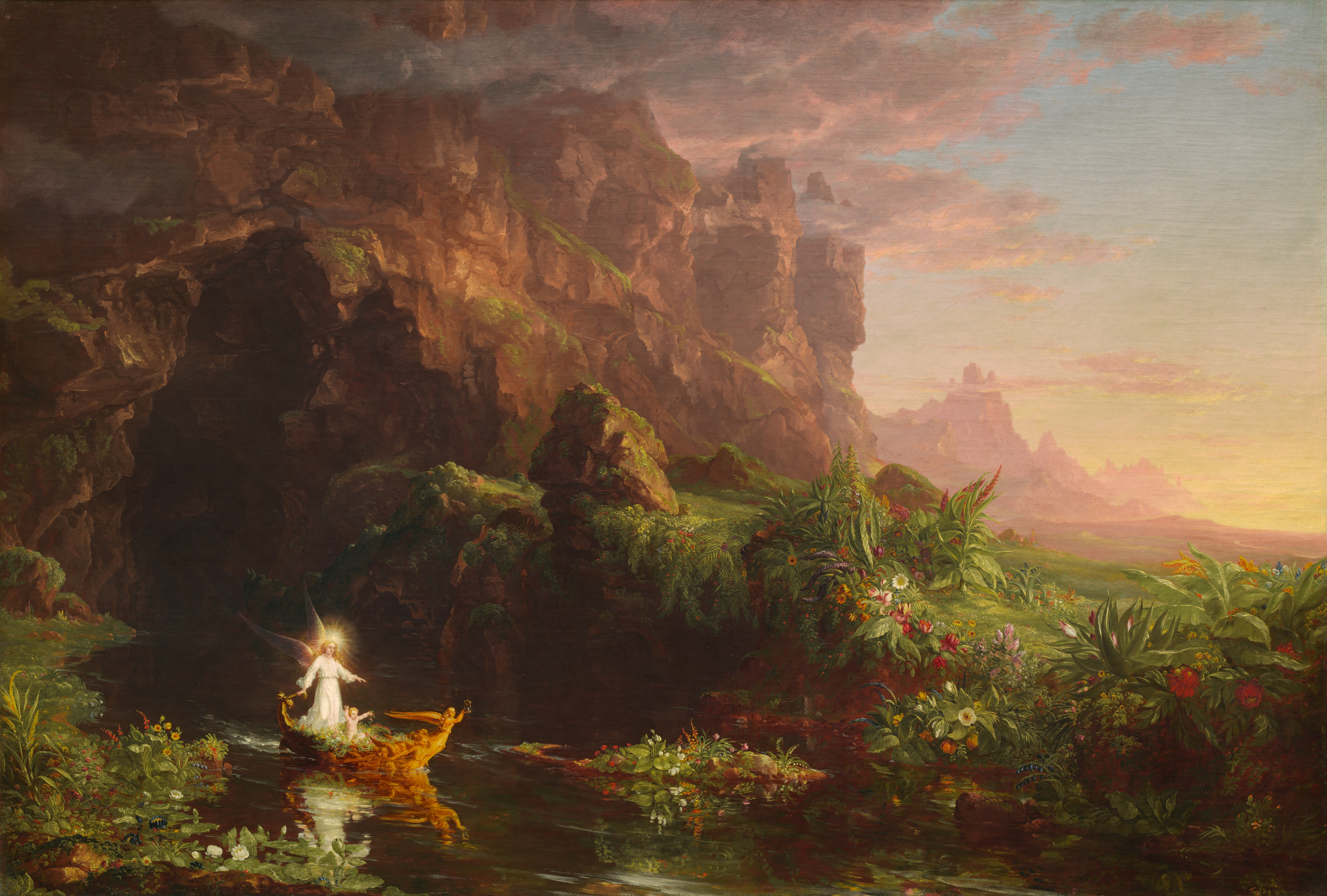
The Voyage of Life Childhood (1842)
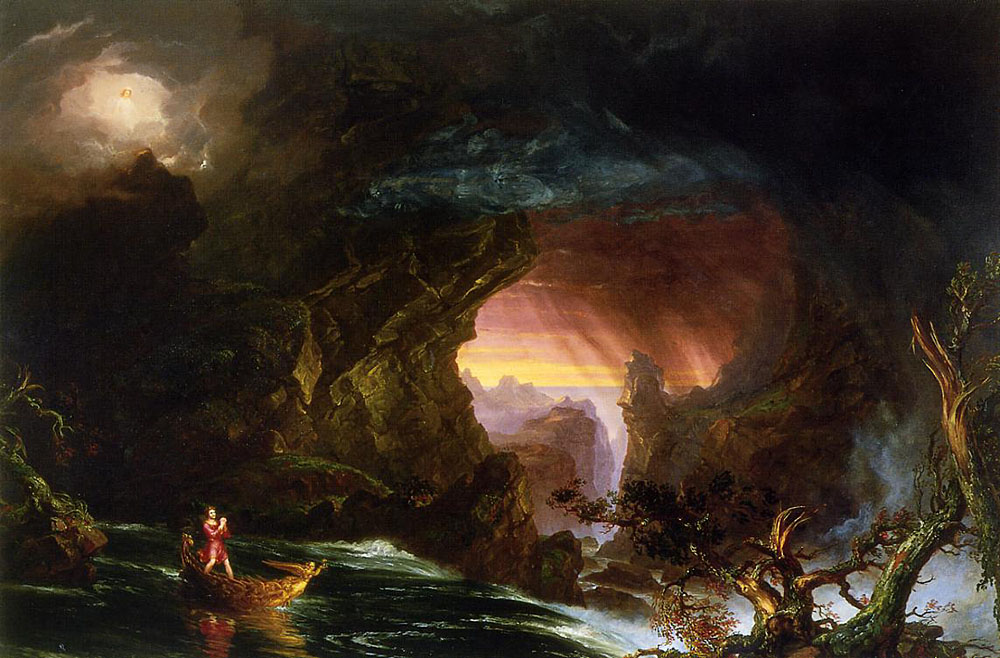
The Voyage of Life Manhood (1840)
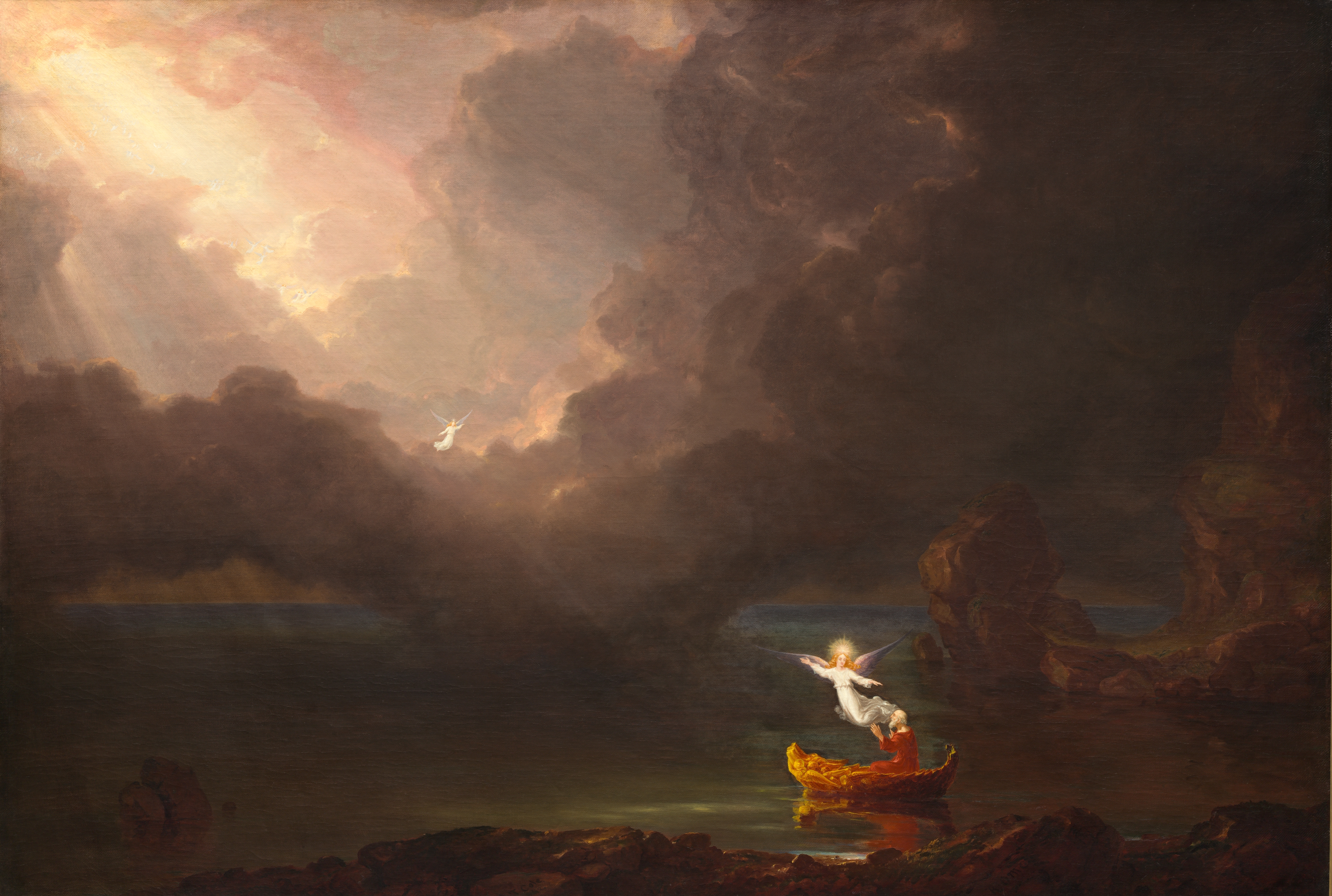
The Voyage of Life Old Age (1842)
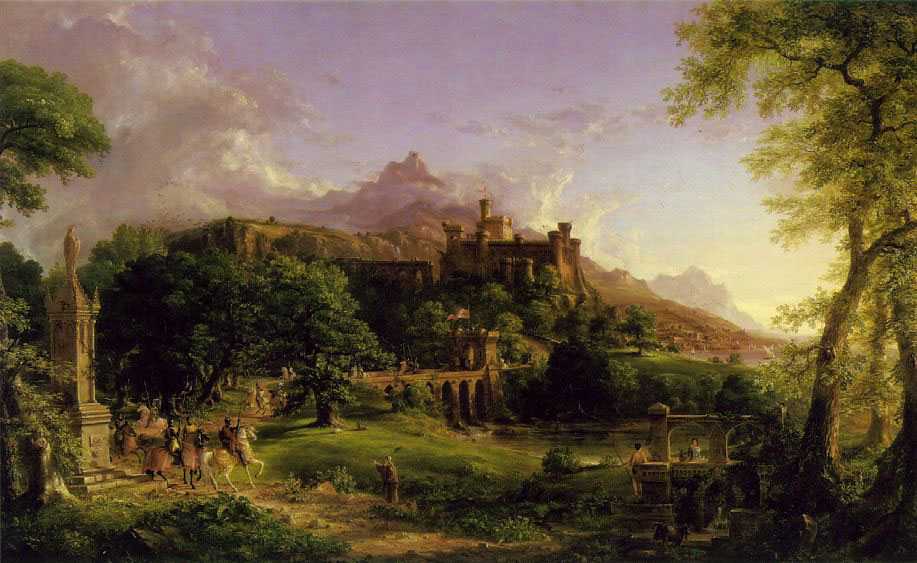
The Departure (1837)
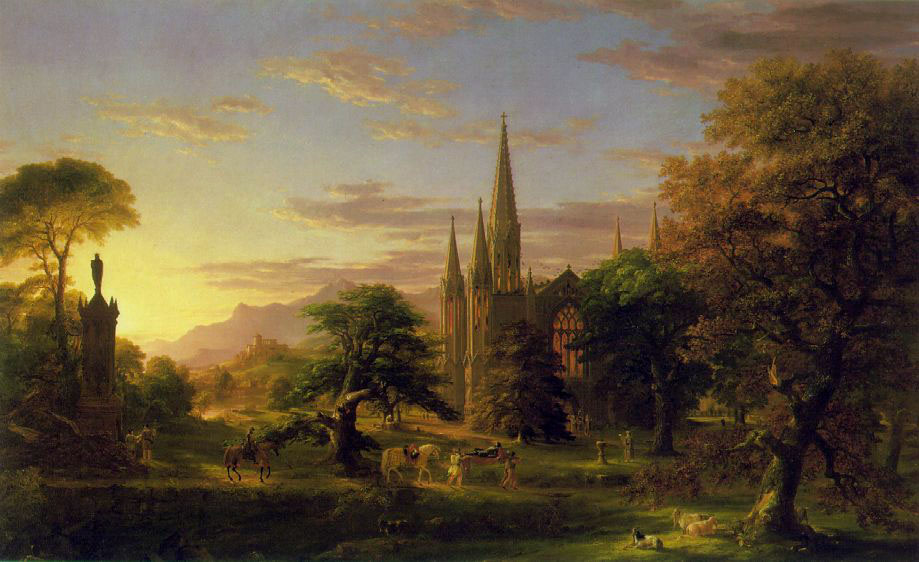
The Return (1837)
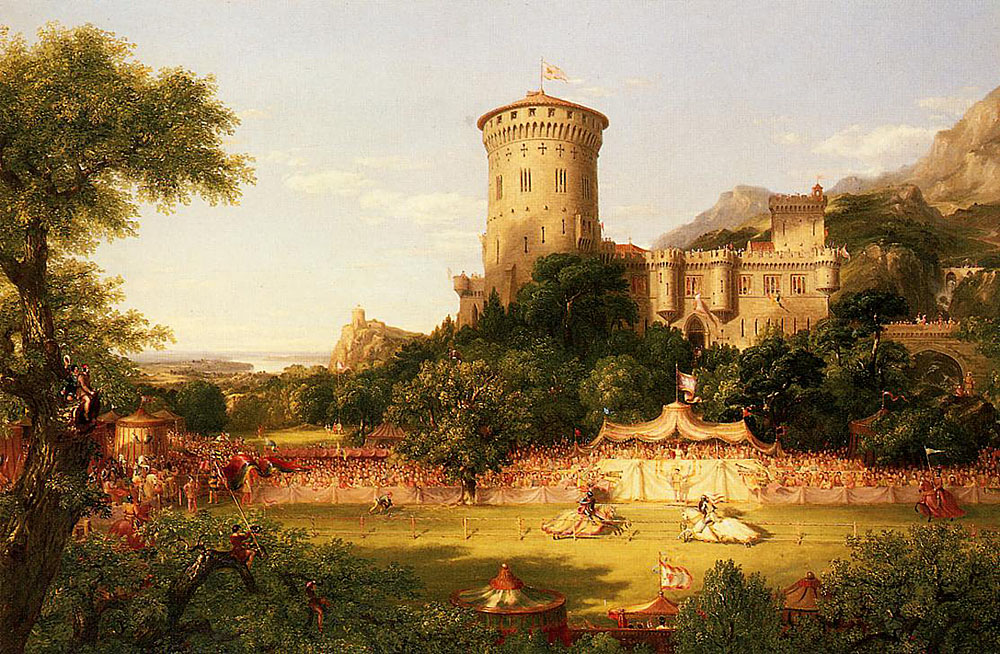
The Past (1838)
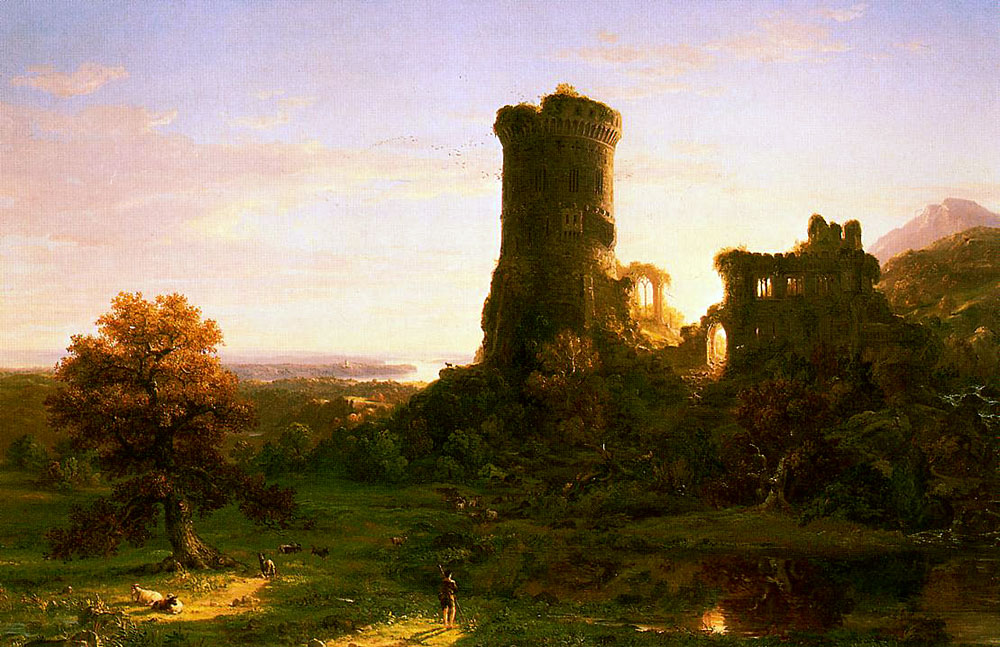
The Present (1838)
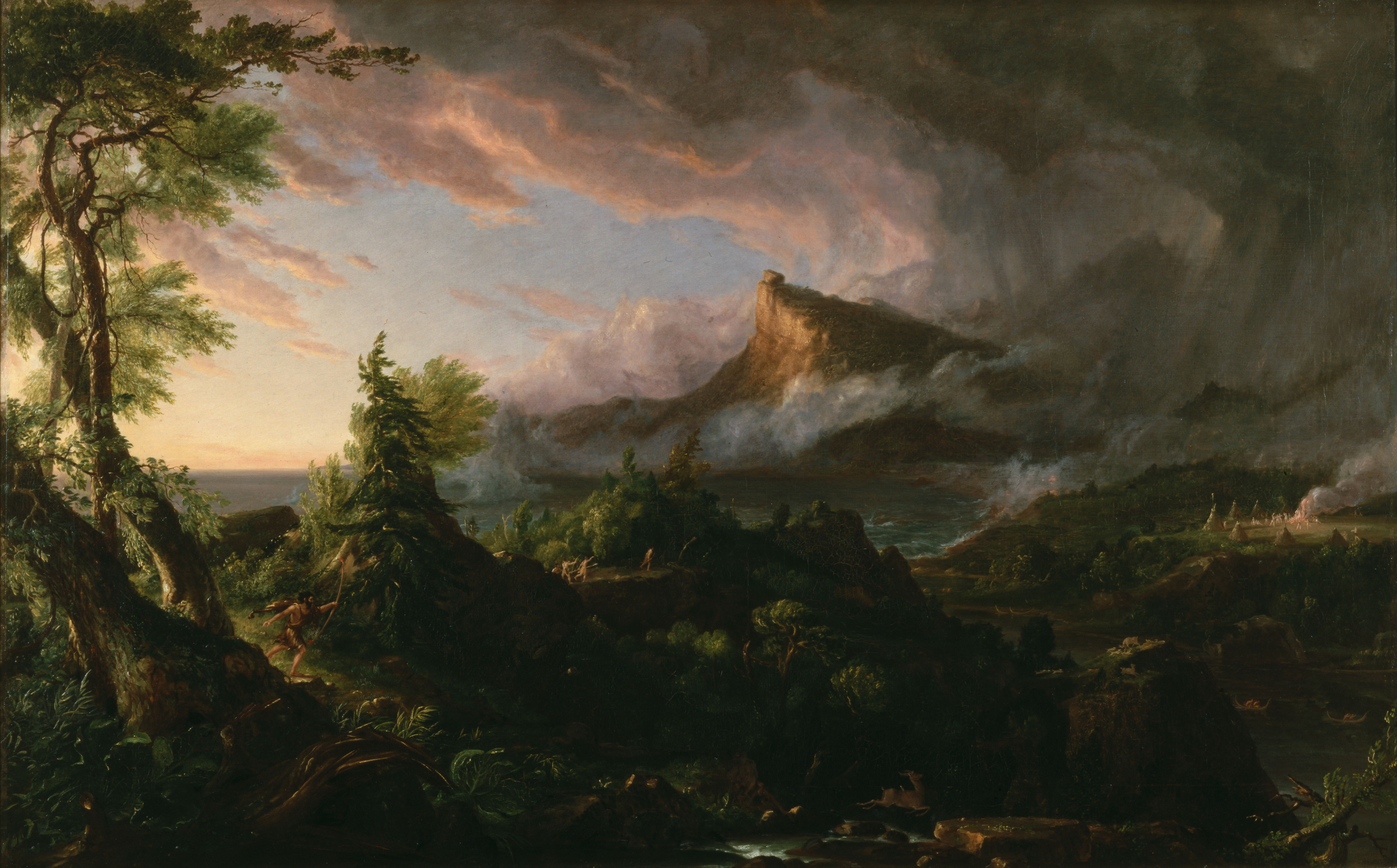
The Course of Empire The Savage State (1836)
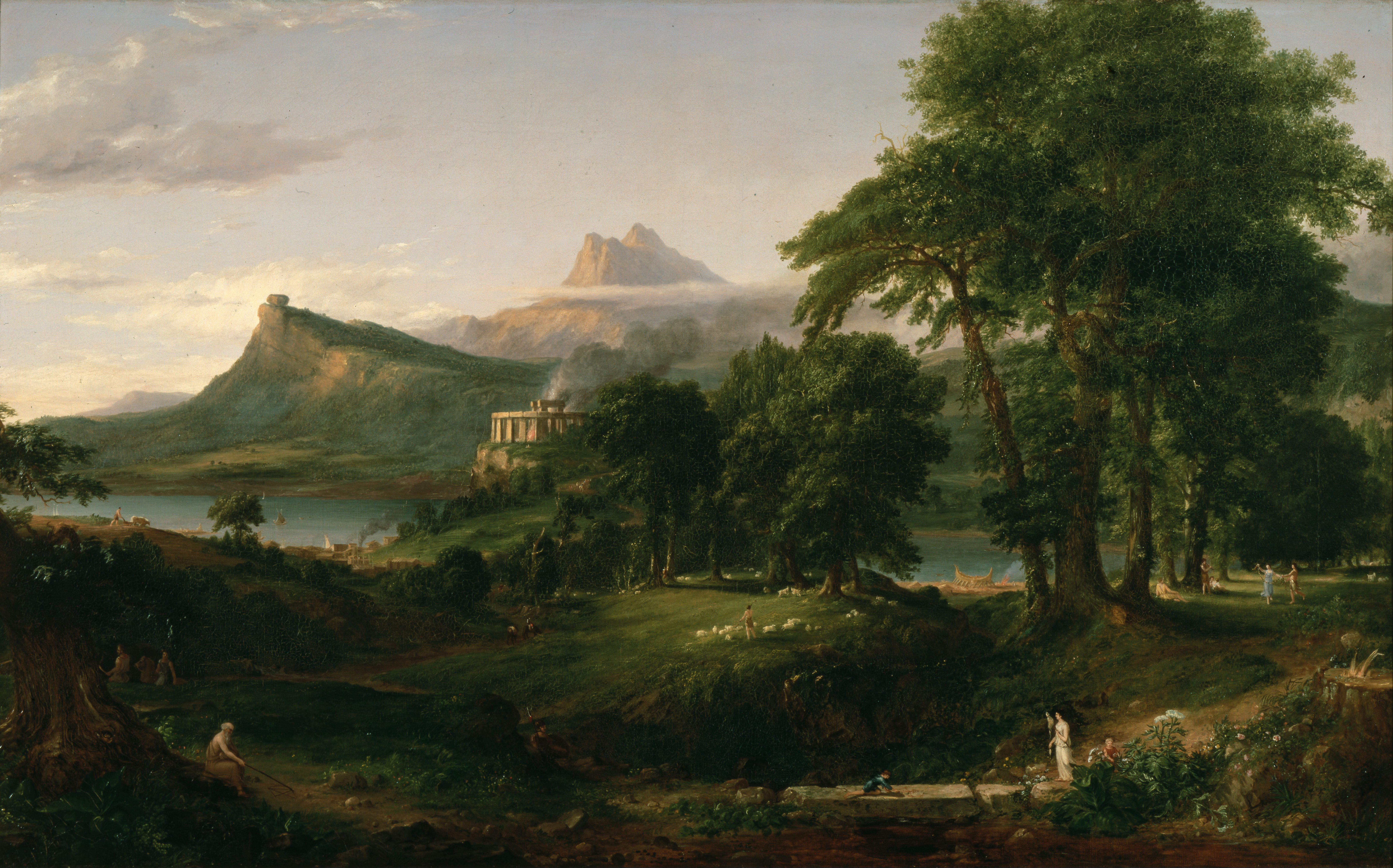
The Course of Empire The Arcadian or Pastoral State (1836)
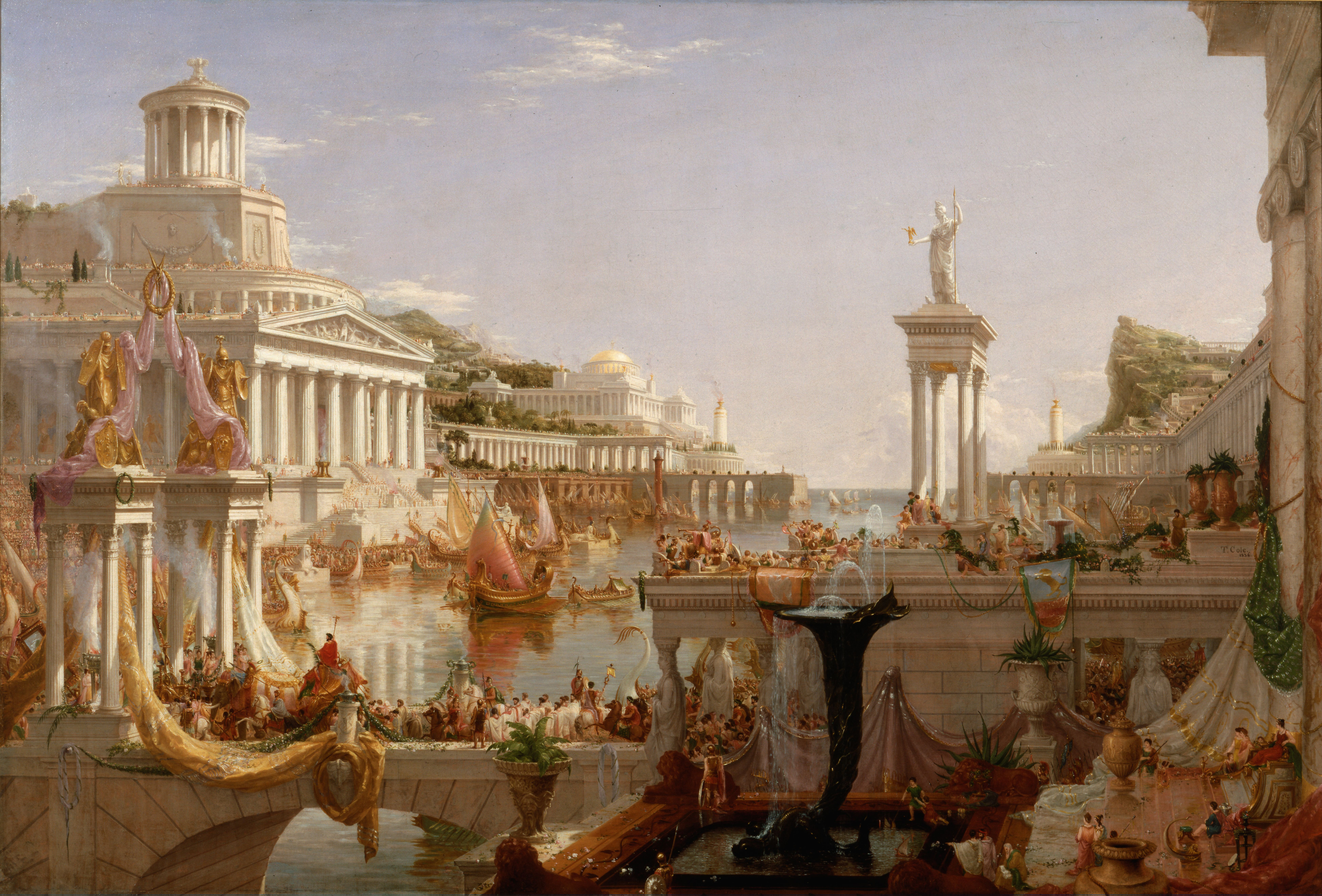
The Course of the Empire: The Consummation
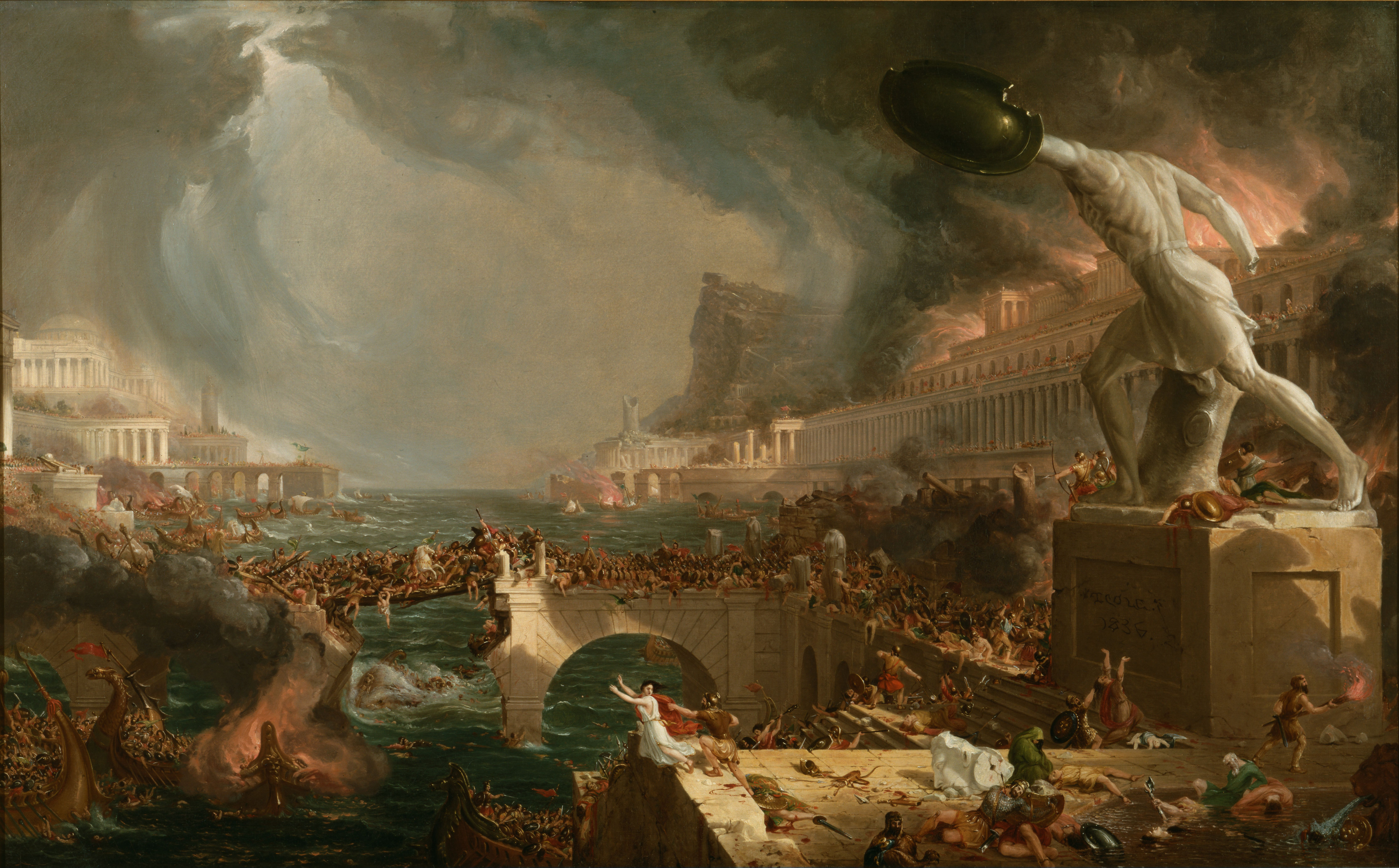
The Course of Empire Destruction (1836)
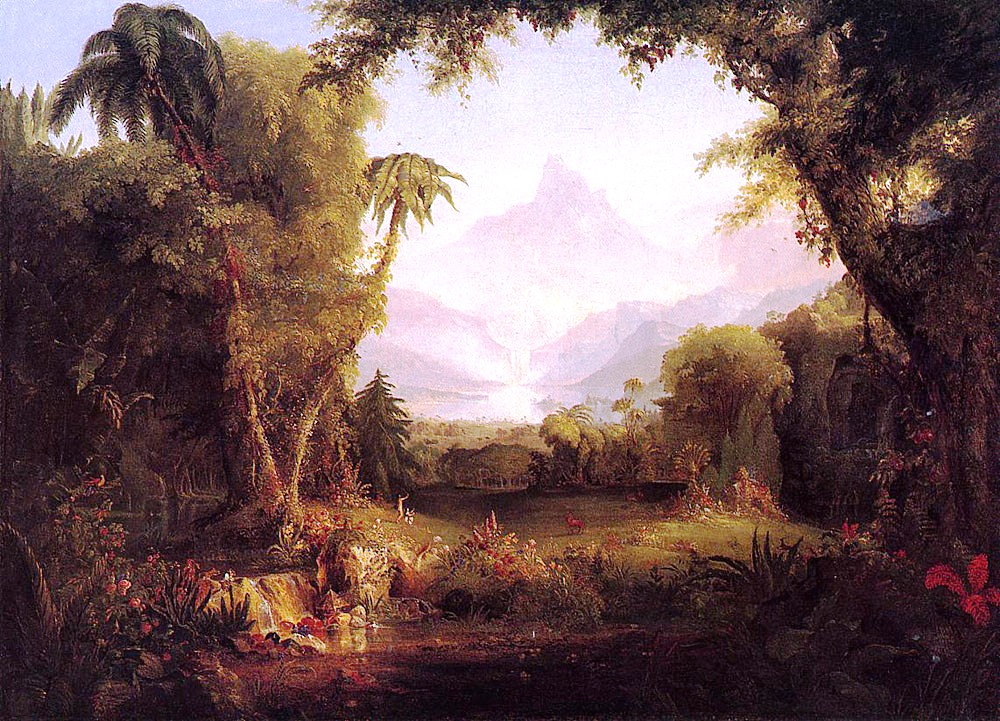
The Garden of Eden (1828)
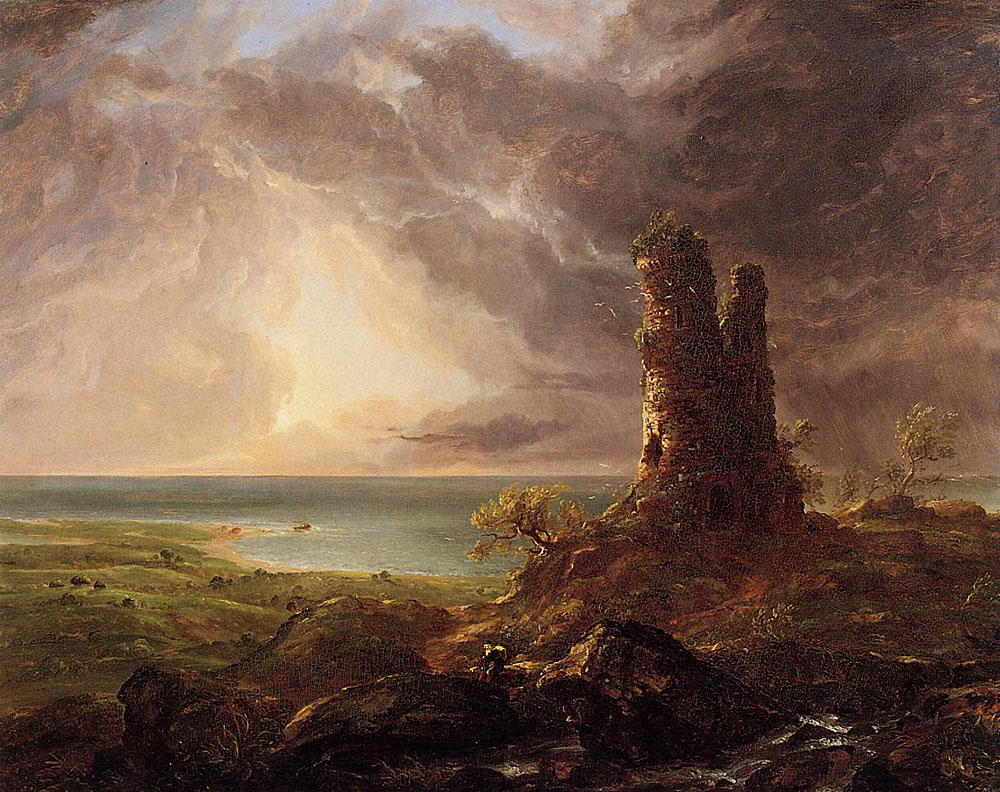
Romantic landscape with Ruined Tower (1832-36)